# Bassia muricata
Bassia muricata är en amarantväxtart som först beskrevs av Carl von Linné, och fick sitt nu gällande namn av Paul Friedrich August Ascherson. Bassia muricata ingår i släktet kvastmållor, och familjen amarantväxter. Inga underarter finns listade i Catalogue of Life.